# Teruo Murakami
Teruo Murakami (jap. 村上 輝夫, Murakami Teruo; * 1938 in Aomori, Präfektur Aomori; † 17. Dezember 2013) war ein japanischer Tischtennisspieler. Er wurde 1959 Weltmeister im Doppel und mit der Mannschaft.

## Erfolge
Teruo Murakami nahm an zwei Weltmeisterschaften teil. Dabei wurde er 1959 Weltmeister im Doppel mit Ichirō Ogimura und auch mit der japanischen Mannschaft, wobei er im Teamwettbewerb ungeschlagen blieb. Im Mixed mit Kimiyo Matsuzaki gewann er Silber. 1961 erreichte er im Mannschaftswettbewerb das Endspiel.
Bei den Asienmeisterschaften 1960 siegte er im Doppel mit Ichirō Ogimura und im Teamwettbewerb, das Mixed mit Kazuko Yamaizumi wurde Zweiter.
In der ITTF-Weltrangliste belegte er 1959 Rang vier.

## Turnierergebnisse
| Verband | Veranstaltung           | Jahr | Ort      | Land | Einzel    | Doppel        | Mixed     | Team |
| ------- | ----------------------- | ---- | -------- | ---- | --------- | ------------- | --------- | ---- |
| JPN     | Asienmeisterschaft TTFA | 1960 | Bombay   | IND  |           | Gold          | Silber    | 1    |
| JPN     | Weltmeisterschaft       | 1961 | Peking   | CHN  | letzte 16 | Viertelfinale | letzte 16 | 2    |
| JPN     | Weltmeisterschaft       | 1959 | Dortmund | FRG  | letzte 16 | Gold          | Silber    | 1    |